# Szabetaj Cewi
Szabetaj Cewi, także Szabtaj Cwi, Sabataj Cwi (hebr. ‏שבתי צבי‎; ur. 1 sierpnia 1626 w Smyrnie, zm. 30 września 1676 w Dulcigno) – Żyd sefardyjski, kabalista, rabin, znany dzięki swemu wystąpieniu mesjańskiemu w 1648 roku. Było ono przyczyną wielkiego poruszenia wśród Żydów Europy i Bliskiego Wschodu i powstania ruchu sabataizmu nazwanego na jego cześć. Z czasem określenie sabataizm stało się w judaizmie synonimem herezji mesjańskiej jako takiej. Wyrosłe na gruncie wystąpienia Szabetaja Cewiego żydowskie ruchy heterodoksyjne przejawiały swą aktywność do połowy XX wieku, a w pewnym zakresie nawet do czasów współczesnych.

## Życie
Był synem handlarza drobiu. W rodzinnej Smyrnie pobierał naukę Talmudu, ale nigdy nie osiągnął w niej biegłości. Zajął się za to kabałą, zwłaszcza kabałą praktyczną w wydaniu Izaaka Lurii. Prezentował typ religijności mistycznej, ekstatycznej. Niektórzy badacze dopatrują się w jego zachowaniach znamion choroby psychicznej. W 1648 roku w Smyrnie ogłosił się mesjaszem. Już wtedy posiadał grupę zwolenników. Wyklęty został dopiero w 1651 roku, gdy nie nastąpiły żadne oznaki czasów ostatecznych. 18 lat przebywał poza Smyrną, głównie w Salonikach, Konstantynopolu i Kairze. W owym czasie bliżej zapoznał się z islamskim mistycyzmem sufich i chrześcijaństwem. W 1665 r. związał się z kabalistą Natanem z Gazy, który uroczyście w synagodze potwierdził jego mandat mesjański. On też pełnił najważniejszą rolę w otoczeniu Szabetaja, jako swego rodzaju prorok mesjasza. Datę zbawienia wyznaczył Szabetaj na rok 1666. W lutym tego roku aresztowano go na podstawie donosu i osadzono w twierdzy Gallipoli. 16 września podczas audiencji na dworze sułtana, której szczegółów nie znamy, przeszedł na islam. Tolerancja za strony władz osmańskich się skończyła, gdy zaczął szerzyć swą synkretyczną doktrynę wśród muzułmanów. W 1673 roku został na podstawie donosu ponownie aresztowany i osadzony w twierdzy Dulcigno (dzisiejszy Ulcinj), gdzie przebywał do końca życia i gdzie zmarł.

## Nauka
Nauczanie Szabetaja Cewiego w różnych okresach jego życia miało odmienny kształt, ponadto nieraz inne stanowisko prezentował Natan z Gazy, który wypowiadał się oficjalnie na temat objawionej wiedzy mesjasza. Stąd często nie wiemy, jaka część doktryny mesjańskiej pochodzi od samego Szabetaja. Swoje mesjańskie roszczenia Szabetaj opierał na objawieniu bożym. Jeszcze przed apostazją mesjasza interpretacja Natana z Gazy wyglądała następująco: W chwili przyjścia mesjasza zakończony został proces tikkun – odkupienie wedle kabały luriańskiej. W związku z tym przestaje obowiązywać prawo żydowskie, a jedynym prawodawcą staje się mesjasz. Kontynuowanie zalecanych przez Lurię praktyk ascetycznych zostaje uznane za przejaw niewiary i bluźnierstwo.
Apostazję Szabetaj rozumiał jako wejście w nowe przymierze z Bogiem, który wzywa wszystkich Żydów do zmiany wiary, bowiem islam wybrał jako nowe miejsce zamieszkania. Jednak i ta zmiana wyznania nie była traktowana jako trwała, bowiem przy końcu czasów Bóg ma objawić zupełnie nową Torę. W związku ze swą nauką Szabetaj ostentacyjnie łamał prawo żydowskie, co wbrew opiniom niektórych jego zwolenników dowodzi, że zmiana wiary nie była „świętym oszustwem” i mesjasz nie pozostał duchowym Żydem.
Po śmierci Szabetaja Natan z Gazy dał inną wykładnię konwersji mesjasza. Traktuje on ją w kategoriach odkupienia przez grzech. Zadaniem mesjasza, i tylko jego, jest zstąpić do królestwa ciemności (luriańskie kelipot ‘skorupy’) i wydobyć zeń ukryte tam iskry światła bożego. Mesjasz rozsadzi królestwo zła od środka – samemu pozostając czystym. Typem tego odkupienia jest wędrówka patriarchów do Egiptu. Natan w swym myśleniu pozostał bliski tradycyjnemu judaizmowi. Apostazję rozpatrywano również w perspektywie doświadczeń marranów – Żydów hiszpańskich, konwertytów na chrześcijaństwo.

## Wpływ na judaizm
Szabetaj znalazł wielu mesjańskich naśladowców, takich jak Jakub Kerido, Baruchja Ruso, Jonatan Ajbeszic czy wreszcie Jakub Frank. Wiele z tych wystąpień mesjańskich pociągnęło za sobą konwersje Żydów na islam bądź chrześcijaństwo. Potomkowie zwolenników Jakuba Kerido, zwani donmeh, którzy przyjęli islam i przez długi czas żyli w Salonikach, uznani zostali za Turków i na skutek przesiedleń po wojnie turecko-greckiej 1921–1922 znaleźli się w Turcji, gdzie ich potomkowie mieszkają do dzisiaj, lecz zatracili swą specyfikę.